# Adrian Zieliński
Pour les articles homonymes, voir Zieliński.
Adrian Edward Zieliński, né le 28 mai 1989 à Nakło nad Notecią, est un haltérophile polonais.
Il est le frère de Tomasz Zieliński.

## Carrière
Adrian Zieliński participe aux Championnats du monde d'haltérophilie 2010 qui se déroulent à Antalya en Turquie, dans la catégorie des moins de 85 kg. Le Polonais se classe deuxième à l'arraché et troisième à l'épaulé-jeté. Ces deux résultats cumulés lui permettent de décrocher le titre mondial, devant Aleksey Yufkin et Siarhei Lahun. L'année suivante, il est médaillé de bronze aux Mondiaux de Paris.
En soulevant un total de 385 kg, Adrian Zieliński est sacré champion olympique aux Jeux olympiques d'été de 2012 à Londres.
Lors des Jeux olympiques de 2016, il est contrôlé positif à la nandrolone et est exclu des JO.

## Palmarès
- Championnats du monde d'haltérophilie 2010 à Antalya
  -  Médaille d'or en moins de 85 kg.

- Championnats du monde d'haltérophilie 2011 à Paris
  -  Médaille de bronze en moins de 85 kg.

- Jeux olympiques d'été de 2012 à Londres
  -  Médaille d'or en moins de 85 kg.